# Marianne

Marianne representada como La libertad guiando al pueblo de Eugène Delacroix.

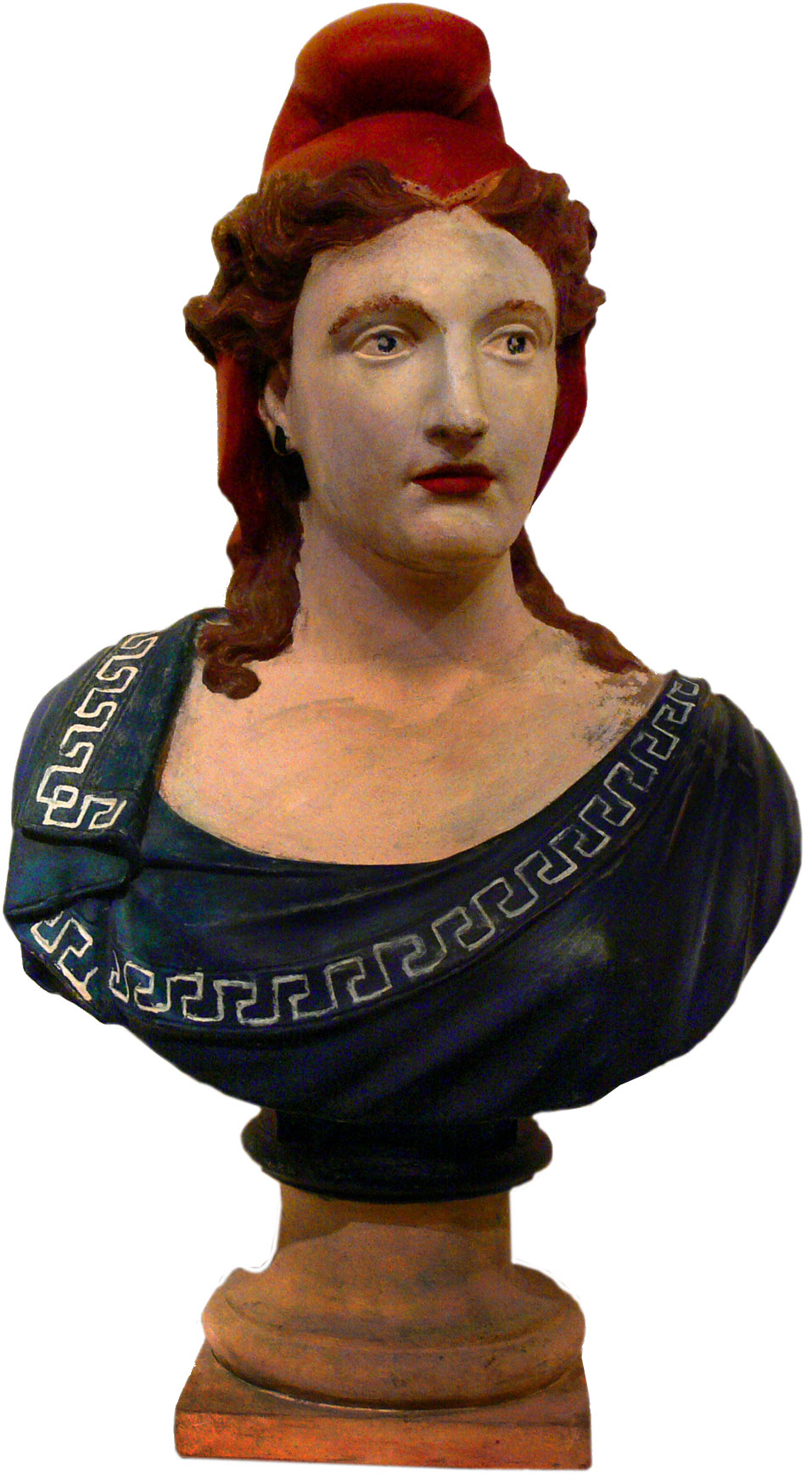
Busto de Marianne en el Palacio de Luxemburgo.

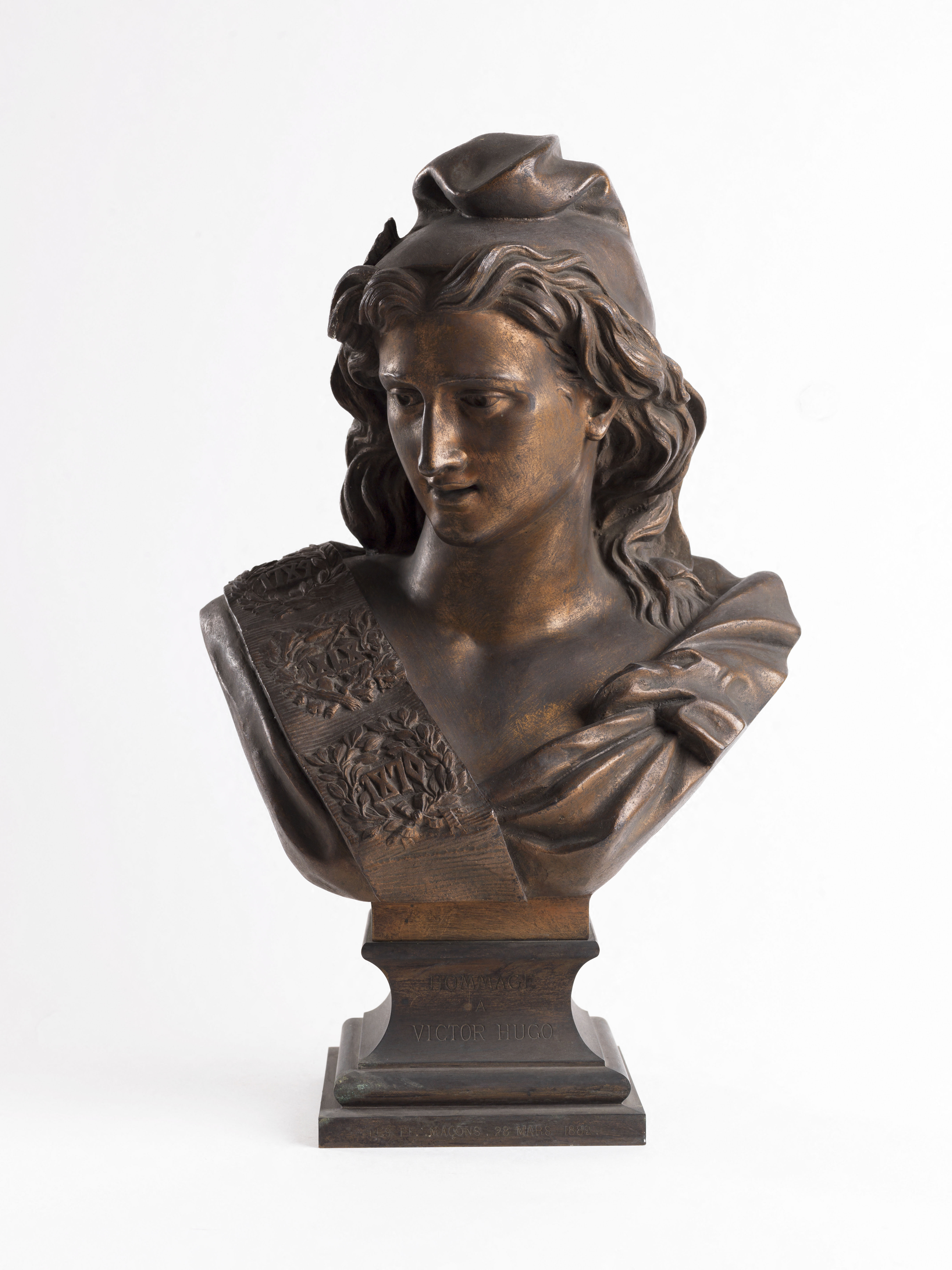
Marianne masónica, en bronce.

Marianne (Mariana, en español) es la figura alegórica, personificación y uno de los símbolos nacionales de la República Francesa.

## Simbología
Bajo la apariencia de una mujer tocada con un gorro frigio, Marianne encarna la República Francesa y representa la permanencia de los valores de la república y de los ciudadanos franceses: «Libertad, igualdad, fraternidad». Marianne es la representación simbólica de la madre patria fogosa, guerrera, pacífica y protectora.
Los orígenes de Marianne, aunque son inciertos, parecen estar en las representaciones del artista Honoré Daumier, en 1848, como una madre que cuida a dos niños, Rómulo y Remo, o por el escultor François Rude, durante la Monarquía de Julio, como un guerrero enfadado que expresa la "Marsellesa" sobre el Arco del Triunfo.
La efigie de Marianne es representativa también de la corriente de Masonería liberal, conocida como Gran Oriente de Francia.

## Origen del nombre
El nombre de Marianne derivaría del jesuita español Juan de Mariana (Talavera de la Reina, 1536-1624), filósofo del derecho natural moderno, que recorrió Europa difundiendo su pensamiento, y el cual, entre otros lugares, estuvo en París como profesor (1569-1574). Su pensamiento y su nombre reapareció durante la Revolución Francesa en sentido peyorativo, ya que los partidarios del Antiguo régimen —aristócratas contrarrevolucionarios— llamaban marianos a los revolucionarios representantes del pueblo, aludiendo a la influencia del pensamiento de Juan de Mariana.
Los revolucionarios lo adoptaron para simbolizar el cambio de régimen, pero sobre todo porque subrayaba el simbolismo de la "madre patria", de la madre alimentadora que protege a los hijos de la república. Los republicanos del Midi contribuyeron también a asociar ese nombre con su ideal político (una canción en occitano, La garisou de Mariano (en francés: La guérison de Marianne; "La recuperación de Marianne -de la enfermedad-), fue muy popular en el otoño de 1792). 
En todo caso el nombre, dado el consenso entre partidarios y adversarios de la república, será rápidamente aceptado por todo el pueblo francés.

## Modelos para Marianne
Los artistas que realizaron los bustos de las mariannes han utilizado como modelos a bellas desconocidas, a modelos locales, a sus propias compañeras y en algunas ocasiones a personalidades.
Las celebridades que han prestado sus rasgos a Marianne en esa época son:
- 1970: Brigitte Bardot
- 1978: Mireille Mathieu
- 1985: Catherine Deneuve
- 1989: Inès de la Fressange
- 2000: Laetitia Casta
- 2003: Évelyne Thomas
- 2012: Sophie Marceau